# Zmarli w maju 2012

## Maj 2012
- 31 maja
  - Giulia Albini – włoska siatkarka[1]
  - Łukasz Czuma – polski prof. zw. doktor habilitowany ekonomii, wykładowca Katolickiego Uniwersytetu Lubelskiego, autor licznych prac z zakresu ekonomii i historii[2]
  - Mark Midler – rosyjski szermierz, florecista, dwukrotny złoty medalista olimpijski[3]
  - Henryk Owczarek – polski piłkarz[4]
- 30 maja
  - Adam Bezeg – polski lekkoatleta, trener i działacz sportowy[5][6]
  - Pete Cosey – amerykański muzyk bluesowy i jazzowy; gitarzysta zespołu Milesa Davisa w latach 1973-1975[7]
  - Edi Federer – austriacki skoczek narciarski, menedżer sportowy[8]
  - Andrew Fielding Huxley – angielski fizjolog i biofizyk, laureat Nagrody Nobla w dziedzinie fizjologii lub medycyny z 1963 roku[9]
  - Antoni Ławrynowicz, polski działacz kombatancki, współzałożyciel Fundacji na Rzecz Tradycji Jazdy Polskiej[10]
  - Gerhard Pohl – wschodnioniemicki polityk, ekonomista i inżynier, minister ekonomii (1990), agent Stasi[11]
- 29 maja
  - Kaneto Shindō – japoński reżyser, scenarzysta, dyrektor artystyczny, producent filmowy i autor[12]
  - Doc Watson – amerykański gitarzysta, autor piosenek i piosenkarz folkowy[13]
- 28 maja
  - Don Anthony – brytyjski lekkoatleta, młociarz[14]
  - Jacek Bochenek – polski politolog, dziennikarz, wydawca, prezenter telewizyjny, m.in. „Panoramy”[15]
  - Ludovic Quistin – gwadelupski piłkarz[16]
  - Jurij Susłoparow – rosyjski piłkarz pochodzenia ukraińskiego, grający na pozycji prawego obrońcy i pomocnika, reprezentant Związku Radzieckiego, trener piłkarski[17]
- 27 maja
  - José María Busto – hiszpański piłkarz, bramkarz[18]
  - Friedrich Hirzebruch – niemiecki matematyk[19]
  - Johnny Tapia – amerykański bokser[20]
- 26 maja
  - Hiroshi Miyazawa – japoński polityk, minister sprawiedliwości (1995-1996)[21]
  - Jan Perek – czeski lekkoatleta, oszczepnik[22]
  - Władimir Puszkow – rosyjski dyplomata, konsul generalny w Japonii[23]
  - Jan Marian Włodek – polski hydrobiolog, ichtiolog, profesor nauk przyrodniczych[24]
- 25 maja
  - Robert Fossier – francuski historyk specjalizujący się w historii średniowiecza (na Zachodzie)[25]
  - Keith Gardner – jamajski lekkoatleta, płotkarz i sprinter[26]
  - Edoardo Mangiarotti – włoski szermierz, szpadzista i florecista[27]
- 24 maja
  - Klaas Carel Faber – niemiecki zbrodniarz wojenny[28]
  - Jacqueline Harpman – belgijska pisarka[29]
  - Arthur P. Stern – węgiersko-amerykański naukowiec i wynalazca; współtwórca pierwszego radia tranzystorowego[30]
  - Henryk Turek – polski trener piłkarski[31]
- 23 maja
  - Borys Woźnicki – ukraiński historyk sztuki, dyrektor Lwowskiej Galerii Sztuki[32]
- 22 maja
  - Guy-Thomas Bedouelle – francuski dominikanin, znawca historii Kościoła; profesor i rektor Uniwersytetu Katolickiego w Angers[33]
  - Janet Carroll – amerykańska aktorka[34]
  - Francisco Ferreira de Aguiar – brazylijski piłkarz, występujący podczas kariery na pozycji ofensywnego pomocnika[35]
  - Zbigniew Podbielkowski – polski botanik, profesor UW[36]
  - Edmund Potrzebowski – polski lekkoatleta (średniodystansowiec), olimpijczyk[37]
  - Bolesław Sulik – polski reżyser, scenarzysta, dziennikarz, publicysta, krytyk, przewodniczący KRRiT[38]
  - Jędrzej Tucholski – polski pisarz, historyk wojskowości[39]
- 21 maja
  - Eddie Blazonczyk – amerykański muzyk polskiego pochodzenia[40]
  - Jacek Bolewski – polski jezuita, filozof i teolog[41]
  - Konstantyn (Buggan) – amerykański biskup prawosławny, z pochodzenia Ukrainiec, zwierzchnik Ukraińskiego Kościoła Prawosławnego Stanów Zjednoczonych w latach 1993-2012[42]
  - Ezell Lee – amerykański polityk[43]
  - Janusz Zierkiewicz – polski prawnik, doktor nauk ekonomicznych[44]
- 20 maja
  - Stanisław Donimirski – polski chemik[45]
  - Robin Gibb – brytyjski muzyk, członek zespołu Bee Gees[46]
  - Abdelbaset al-Megrahi – libijski terrorysta[47]
  - Eugene Polley – amerykański inżynier, wynalazca pilota do telewizora[48]
  - Svenn Stray – norweski polityk, działacz partii Høyre[49]
- 19 maja
  - Willard Bond – amerykański malarz[50]
  - Bob Boozer – amerykański koszykarz, złoty medalista Letnich Igrzyskach Olimpijskich 1960[51]
  - Ian Burgess – brytyjski kierowca wyścigowy[52]
- 18 maja
  - Andrzej Czernecki – polski przedsiębiorca, poseł na Sejm I i II kadencji[53]
  - Dietrich Fischer-Dieskau – niemiecki śpiewak operowy (baryton)[54]
  - Peter Jones – australijski muzyk, perkusista grupy Crowded House[55]
  - Krzysztof Michalski – polski dziennikarz[56]
- 17 maja
  - Warda Al-Dżazairia – algierska piosenkarka[57]
  - Gidon Ezra – izraelski polityk, minister środowiska[58]
  - Donna Summer – amerykańska piosenkarka[59]
- 16 maja
  - James Abdnor – amerykański polityk związany z Partią Republikańską[60]
  - Chuck Brown – amerykański piosenkarz i gitarzysta, twórca odmiany muzyki funk zwanej go-go[61]
  - Norbert Burger – niemiecki polityk, burmistrz Kolonii w latach 1980-1999, honorowy obywatel Katowic[62]
  - Hans Geister – niemiecki lekkoatleta, sprinter[63]
  - Archie Peck – amerykański krokiecista[64]
- 15 maja
  - Witold Buchwald – polski naukowiec, specjalista nauk rolniczo – leśnych, podczas kampanii wrześniowej podoficer zwiadowczy 7 Dywizjonu Artylerii Konnej Wielkopolskiej[65]
  - Henry Denker – amerykański powieściopisarz i dramaturg[66]
  - Carlos Fuentes – meksykański pisarz, eseista, dramaturg i publicysta, „żelazny” kandydat do literackiej Nagrody Nobla[67]
  - Arno Lustiger – niemiecki historyk i pisarz[68]
  - Zakaria Mohieddin – egipski polityk, wiceprezydent, premier Egiptu w latach 1965-1966[69]
- 14 maja
  - Ernst Hinterberger – austriacki pisarz, scenarzysta[70]
  - Taruni Sachdev – indyjska aktorka dziecięca[71]
- 13 maja
  - Marek Cichosz – polski kolarz, dwukrotny złoty medalista mistrzostw Polski w kolarstwie przełajowym[72]
  - Donald Dunn – amerykański muzyk, basista grupy Booker T. and the M.G.’s i The Blues Brothers[73]
  - Antoine Nguyễn Văn Thiện – wietnamski duchowny katolicki, biskup[74]
  - Lee Richardson – angielski żużlowiec, wielokrotny reprezentant Wielkiej Brytanii[75]
  - Don Ritchie – australijski działacz społeczny, który uratował życie 500 samobójcom[76]
- 11 maja
  - Dorothea Hochleitner – austriacka narciarka alpejska[77]
- 10 maja
  - Horst Faas – niemiecki fotograf, dwukrotny laureat nagrody Pulitzera[78]
  - Evelyn Bryan Johnson – amerykańska pilotka samolotowa, rekordzistka Guinnessa w ilości przelatanych godzin za sterem przez kobietę[79]
  - Günther Kaufmann – niemiecki aktor[80]
  - Joyce Redman – brytyjska aktorka[81]
  - Carroll Shelby – amerykański projektant samochodów sportowych oraz były kierowca wyścigowy[82]
  - Gunnar Sønsteby – norweski bohater narodowy, członek norweskiego ruchu oporu podczas II wojny światowej[83]
  - Romuald Sosnowski – polski działacz związkowy, uczestnik obrad „Okrągłego Stołu”[84]
- 9 maja
  - Andrzej Czeczot – polski grafik i twórca filmów animowanych, znany jako autor rysunków satyrycznych[85]
  - Józef Gęga – polski metalurg, prof. dr hab. inż. Akademii Górniczo-Hutniczej im. Stanisława Staszica[86]
  - Bartłomiej Kwiatkowski – polski biolog, profesor[87]
  - Vidal Sassoon – amerykański stylista i fryzjer, twórca nowoczesnych i rozpoznawalnych fryzur[88]
- 8 maja
  - William Carew – kanadyjski duchowny katolicki, dyplomata watykański[89]
  - Ludwik Kasprzyk – polski inżynier budownictwa ogólnego, społecznik i działacz kulturalny[90]
  - Charles Everett Lilly – amerykański muzyk grający w stylu bluegrass[91]
  - Maurice Sendak – amerykański pisarz, autor i ilustrator dziecięcej literatury[92]
  - Ampon Tangnoppakul – tajlandzki dysydent, więzień polityczny[93]
  - Roman Totenberg – polski skrzypek i pedagog[94]
  - Iwo Zubrzycki – polski piłkarz[95]
- 7 maja
  - Jules Bocandé – senegalski piłkarz i trener, król strzelców ligi francuskiej w z 1986 roku[96]
  - Georgi Łozanow – bułgarski psycholog, doktor neurologii, twórca metody efektywnego uczenia się, nazwanej przez siebie sugestopedią[97]
  - Edward Strząbała – polski trener piłkarzy ręcznych[98]
- 6 maja
  - Przemysław Cieślak – polski redaktor i wydawca, współpracownik KOR i Wydawnictwa NOWA[99]
  - James Isaac – amerykański reżyser filmowy, specjalista od efektów specjalnych[100]
  - Jean Laplanche – francuski teoretyk psychoanalizy, znany z prac w dziedzinie teorii popędów, faz rozwoju psychoseksualnego, teorii uwiedzenia[101]
  - George Lindsey – amerykański aktor[102]
  - Tomasz Turczynowicz – polski architekt, artysta plastyk[103]
  - Kazimierz Zając – polski ekonomista i statystyk, żołnierz AK, profesor krakowskich uczelni[104]
- 5 maja
  - Karol Jan – szwedzki książę[105]
  - John Johns – amerykański baseballista[106]
  - George Knobel – holenderski trener piłkarski[107]
  - Willman Rodriguez Gomez – nowozelandzki bokser[108]
  - Joe Russell – amerykański piosenkarz, muzyk grupy wokalnej The Persuasions[109]
  - Tadeusz Ulewicz – polski historyk literatury, emerytowany profesor literatury staropolskiej Uniwersytetu Jagiellońskiego[110]
- 4 maja
  - Aleksandre Czikwaidze – gruziński dyplomata[111]
  - Krystyna Ciechomska – polska aktorka[112]
  - Angelica Garnett – brytyjska pisarka i malarka[113]
  - Jadwiga Kosowska-Rataj – polska profesor, pracownik wydziału Historyczno-Pedagogicznego Uniwersytetu Opolskiego[114]
  - Mort Lindsey – amerykański kompozytor, lider big-bandów i akompaniator gwiazd[115]
  - Edward Short – brytyjski polityk, członek Partii Pracy, minister w rządach Harolda Wilsona[116]
  - Eugeniusz Trajer – polski działacz partyjny i bankowiec, wiceminister budownictwa i przemysłu materiałów budowlanych (1983–1985) oraz budownictwa, gospodarki przestrzennej i komunalnej (1985–1987)[117]
  - Yoshiho Umeda – japoński przedsiębiorca związany z Polską, działacz opozycji demokratycznej w okresie PRL, autor publikacji z dziedziny energetyki i alternatywnych źródeł energii[118]
  - Adam Yauch – amerykański muzyk, raper grupy Beastie Boys[119]
  - Rashidi Yekini – nigeryjski piłkarz, reprezentant kraju[120]
- 3 maja
  - Lloyd Brevett – jamajski kontrabasista, muzyk sesyjny Studia One, współzałożyciel zespołu The Skatalites; jeden z prekursorów muzyki ska i rocksteady[121]
  - Jorge Illueca – panamski polityk, prezydent Panamy (1984)[122]
  - František Tondra – słowacki biskup, przewodniczący episkopatu Słowacji[123]
- 2 maja
  - Endang Rahayu Sedyaningsih – indonezyjska minister zdrowia[124]
  - Digby Wolfe – brytyjski aktor i scenarzysta[125]
  - Rufus Pereira – hinduski ksiądz katolicki, autor publikacji dotyczących życia duchowego, doktor teologii, egzorcysta[126]
- 1 maja
  - Vladimír Jukl – słowacki duchowny katolicki, więzień polityczny[127]
  - Jean-Guy Moreau – imitator quebecki[128]
  - Viktoras Petkus – litewski dysydent i obrońca praw człowieka, po 1991 działacz litewskiej chadecji[129]
  - Ryszard Zapała – polski kolarz, wielokrotny reprezentant kraju[130]